# Зага Кріст
Зага Кріст (Zaga Christ) — син імператора Ефіопії Якоба. Народився близько 1610 року помер у Франції 22 квітня 1638 року (отруєний). Втік з рідної країни на Близький Схід, потім перебрався до Європи, де готував повернення в Ефіопію і державний переворот. Життя Загі Кріста і обставини його смерті лягли в основу ряду романів.
Відома історія його листів кров'ю до коханої, італійської черниці Катаріні.
Це єдиний виходець з Африканського континенту, який народився в так звану «доколоніальну епоху», чиї особисті папери, бібліотека та автентичний портрет збереглися до наших днів. Про його пригоди оповідають тисячі архівних документів на дванадцяти мовах; їх виявив, проаналізував і порівняв французький дослідник Серж Арола.
Зага Кріст — єдиний сучасник кардинала Рішельє, портрет якого (Італія, 1635 р.) поміщений в «Словнику Рішельє» (Paris, Honoré Champion, 2015).